# Decatriasartorite
La decatriasartorite (simbolo IMA: Dsat) è un minerale del gruppo della sartorite appartenente alla classe dei "solfuri e solfosali" con composizione chimica TlPb58As97S204.

## Etimologia e storia
La decatriasartorite prende questo nome dal greco antico δεκατρία ('decatria', tredici) e dal minerale sartorite: il minerale si presenta con una sovrastruttura cristallina a 13 strati dalla struttura di base da 4,2 Å, analogamente a quanto accade per l'eptasartorite (7 strati), l'enneasartorite (9 strati) e l'endecasartorite (11 strati).
Il campione tipo è conservato presso il Museo di storia naturale di Vienna (Austria) con il numero di catalogo N 9863.

## Classificazione
La decatriasartorite è un minerale che è stato riconosciuto dall'Associazione Mineralogica Internazionale nel 2017, quindi non compare nella classica nona edizione della sistematica dei minerali di Strunz, aggiornata dall'IMA fino al 2009.
Compare nell'edizione successiva, proseguita dal database "mindat.org" e chiamata Classificazione Strunz-mindat, dove la decatriasartorite è elencata nella classe "2. Solfuri e solfosali (solfuri, seleniuri, tellururi; arseniuri, antimoniuri, bismuturi; solfoarseniuri, solfoantimonuri, solfobismuturi, ecc.)" e nella sottoclasse "2.H Solfosali di archetipo SnS"; questa viene suddivisa in base all'eventuale presenza di alcuni metalli, in modo tale da trovare il minerale nella sezione "2.HC Con solo Pb" dove insieme a écrinsite, eptasartorite, endecasartorite e incomsartorite forma il sistema nº 2.HC.05e.
Anche nella Sistematica dei lapis (Lapis-Systematik) di Stefan Weiß la decatriasartorite si trova nella classe dei "solfuri e solfosali" e nella sottoclasse dei "solfosali (S : As,Sb,Bi = x)"; questa viene ulteriormente suddivisa e si può trovare il minerale nella sezione dei "solfosali di piombo con As/Sb (x= 2,3 - 1,8)" dove forma il sistema nº II/E.25 insieme ad argentoliveingite, barikaite, carducciite, endecasartorite, enneasartorite, eptasartorite, guettardite, hyršlite, incomsartorite, liveingite, marumoite, polloneite, rathite, sartorite e twinnite.

## Abito cristallino
La decatriasartorite cristallizza nel sistema monoclino con il gruppo spaziale P21/c (gruppo nº 14) con i parametri reticolari a = 54,576(5) Å, b = 7,8947(6) Å, c = 20,102(16) Å e β = 78,153(1)°.

## Origine e giacitura

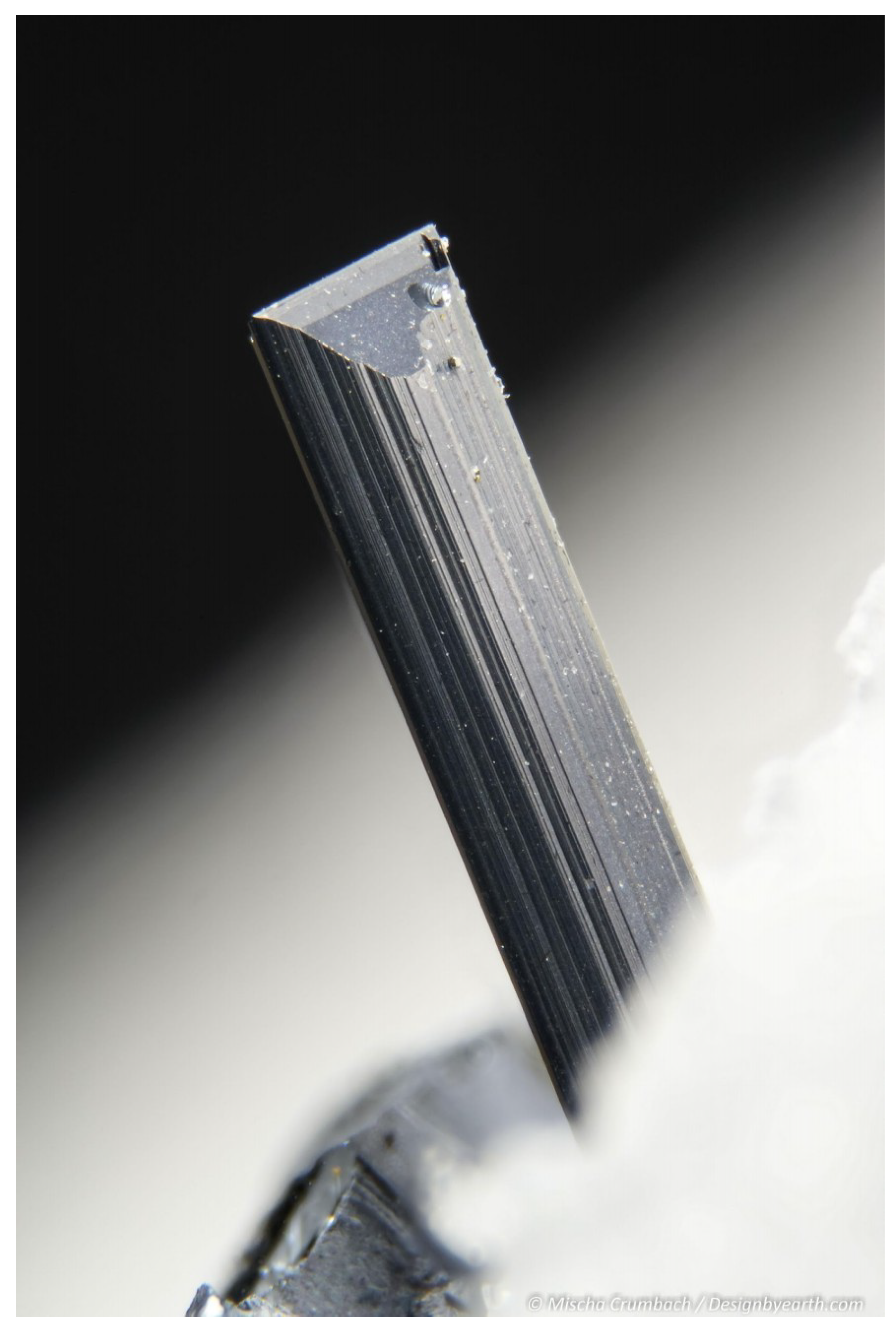
Piccolo cristallo prismatico di decatriasartorite

La decatriasartorite è un minerale molto raro e ancora poco si sa sulla sua genesi. La sua località tipo è in Svizzera, presso la cava di "Lengenbach" (46.365°N 8.22111°E) nella valle di Binn, nel Canton Vallese.